# Personality (Nina Badrić)
Personality è il secondo album in studio della cantante croata Nina Badrić, pubblicato nel 1997.

## Tracce
1. Budi tu
2. Daleko od tebe
3. I'm So Excited
4. Pusti me da živim
5. Ako odeš ti
6. Ja za ljubav neću moliti
7. Bolja od najbolje
8. Ako pogledaš u mene
9. Trebam te
10. Ostani
11. Ja za ljubav neću moliti (remiks)
12. I'm So Excited (remiks)
13. Ako odeš ti (instrumental)